# Makkers, staakt uw wild geraas
Makkers, staakt uw wild geraas è un film del 1960 diretto da Fons Rademakers.